# Michel Roissard
Pour les articles homonymes, voir Roissard (homonymie).
Michel Roissard est un copilote de rallye français.

## Biographie
Sa carrière comme navigateur s'étale de 1983 à 2004.
Il a ainsi pu côtoyer entre autres Jean-Claude Andruet (à ses débuts en 1983), Maurice Chomat (1987), Alain Oreille (1990), Yves Loubet (1993), Bryan Bouffier (1997), et Patrick Henry (1998).

## Titres
- Champion du monde (Coupe FIA du Groupe N) des voitures de production: 1990 (avec Alain Oreille, sur Renault 5 GT Turbo);

## Résultats

### Championnat WRC
- 3e du Rallye de Côte d'Ivoire: 1990 (au côté d'Alain Oreille pour pilote, sur Renault 5 GT Turbo);

### Championnat P-WRC
- Victoire au Rallye de Côte d'Ivoire: 1990;
  - 2e au rallye Monte-Carlo: 1990;
  - 2e au tour de Corse: 1990;
  - 2e au rallye d'Argentine: 1990;
  - 3e au rallye de l'Acropole: 1990.